# بير إفيند سفينهوفد
بير إيفيند سفينهوفود (15 ديسمبر 1861 - 29 فبراير 1944) (Pehr Evind Svinhufvud) رئيس فنلندا الثالث بين عامي (1931-1937). كان محاميا وقاضيا وسياسيا في دوقية فنلندا الكبرى، ولعب دورا هاما في حركة استقلال فنلندا. وكان أول رئيس للدولة بصفته أولا رئيسا لمجلس الشيوخ، ثم لاحقا بصفته حاميا للدولة أو حاكما لها. كما شغل منصب رئيس الوزراء في عامي (1917-1918) و (1930-1931) ورئيس البرلمان (1907-1912) ورئيس مجلس الشيوخ (1917-1918) وحاكم فلندا (1918-1919) . كان سفينهوفود محافظا ومعارضا بشدة للشيوعية ولليسار عموما، لكنه لم يكن يحظى بشعبية كبيرة.

## رئيس الوزراء والرئيس
لم يكن سفينهوفود مؤيداً للنظام البرلماني، أو بعبارة أخرى، كان يعتقد بأن للرئيس الحق في اختيار وزراء الحكومة بعد استشارة الأحزاب البرلمانية. يدل على هذا التوجه شبه الرئاسي حكومة تويفو ميكايل كيفيماكي الأقلية، والتي استمرت 3 سنوات و 10 أشهر (من ديسمبر 1932 إلى أكتوبر 1936). ساندها سفينهوفود بشدة، لاعتقاده بفعاليتها بمواجهة الكساد العظيم (وهو ما فعلته بصفة عامة)، واعتقد أن لكيفيماكي شخصية قوية مثله، وربما لأنه كان يأمل بأن يـُـقبي الزراعيون وحزب الشعب السويدي حكومة كيفيماكي قائمة باعتباره أهون الشرين، كون الشر الأكبر حكومة زراعية-اشتراكية.

## روابط خارجية
- بير إفيند سفينهوفد على موقع IMDb (الإنجليزية)
- بير إفيند سفينهوفد على موقع الموسوعة البريطانية (الإنجليزية)